# Nombre dodécaédrique

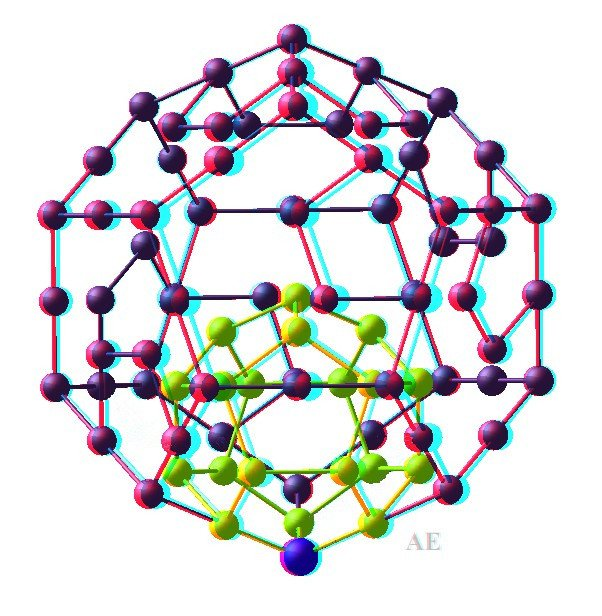
Anaglyphe d'une construction de ; il y a 20 boules aux sommets, plus 30 boules aux milieux des arêtes, plus 2 x 12 = 24 boules à l'intérieur des faces, plus 10 boules supplémentaires pour le petit dodécaèdre interne.

Un nombre dodécaédrique est un nombre figuré polyédrique comptant des points régulièrement répartis dans un dodécaèdre régulier. Le nombre dodécaédrique d'ordre n, correspondant au cas où il y a n points sur chaque arête du dodécaèdre, est donné par la formule : 
{\displaystyle D_{n}={n(3n-1)(3n-2) \over 2}={\binom {3n}{3}}=n\left(9{\binom {n}{2}}+1\right)},,.
Les premiers de ces nombres sont  1, 20, 84, 220, 455, 816, 1330, 2024, 2925, 4060, 5456, 7140, 9139, 11480, ... (suite A006566 de l'OEIS).
Le huitième est 2024, qui est donc une année "dodécaédrique".

## Obtention du nombre dodécaédrique d'ordren
On obtient {\displaystyle D_{n}} à partir de la relation : {\displaystyle D_{n}-D_{n-1}=(S-1)+(A-d)(n-2)+(F-d)(P_{k,n}-k(n-1))}
où {\displaystyle S=20,A=30,F=12} sont les nombres de sommets, arêtes et faces du dodécaèdre, {\displaystyle \{k,d\}=\{5,3\}} son symbole de Schläfli : {nombre d'arêtes par face, nombre d'arêtes (et aussi de faces) par sommet} et {\displaystyle P_{k,n}} le nombre k-gonal d'ordre n .
On obtient donc {\displaystyle D_{n}-D_{n-1}=(20-1)+(30-3)(n-2)+(12-3)(n(3n-1)/2-5(n-1))={\frac {27n^{2}-45n+20}{2}}}.
D'où {\displaystyle D_{n}={\frac {1}{2}}\left(27{\frac {n(n+1)(2n+1)}{6}}-45{\frac {n(n+1)}{2}}+20n\right)={n(3n-1)(3n-2) \over 2}}.

## Relation avec les nombres tétraédriques
Le nombre dodécaédrique d'ordre {\displaystyle n} est le nombre tétraédrique d'ordre {\displaystyle 3n-2} : {\displaystyle D_{n}={\binom {3n-2+2}{3}}=T_{3n-2}}.

## Relation avec les nombres icosaédriques
{\displaystyle D_{n}=I_{n}+2n^{2}(n-1)} où {\displaystyle I_{n}} est le nombre icosaédrique d'ordre {\displaystyle n}.